# Kuranda laingensis
Kuranda laingensis är en insektsart som beskrevs av Van Stalle 1986. Kuranda laingensis ingår i släktet Kuranda och familjen Derbidae. Inga underarter finns listade i Catalogue of Life.